# Поянху
Поянху (на китайски: 鄱阳湖; на пинин: Póyáng Hú) е сладководно, отточно езеро в Източен Китай, в провинция Дзянси. Площ от 1000 до 3210 km² (най-голямото езеро в Китай), максимална дълбочина 8 m, Обем 25,2 km³.
Езерото Поянху е разположено в южната, част на Голямата Китайска равнина, в басейна на река Яндзъ, на 18 m н.в. Дължина от север на юг около 170 km, ширина до 17 km. В него се вливат 6 големи реки Ляохъ и Гандзян (от запад), Сюйдзян и Синдзян (от юг), Леандзян и Чандзян (от изток) с общ водосборен басейн 162 225 km². В северната си част чрез къс, но широк проток се съединява с река Яндзъ, за която служи като регулатор, приемайки по време на пълноводието ѝ (от май до септември) голяма част от нейните води. През този период нивото на езерото значително се повишава, предизвиквайки големи наводнения, а дълбочината му достига до 25 m. През зимата оттокът на Дунтинху е в направление към Яндзъ и езерото силно намалява размерите си до 1000 km² и е място за презимуване на много птици, като например 90% от сибирския жерав. Има важно стопанско значение с развит местен риболов и корабоплаване.